# ناثان فيليبس
اسمه الكامل ناثان بيتر توماس فيليبس (بالإنجليزية: Nathan Peter Thomas Phillips)‏ وهو ممثل أسترالي ولد في 13 مارس 1980 في سونباري في ولاية فكتوريا في أستراليا، لكنه يقيم حاليا في لوس أنجلوس في الولايات المتحدة مثل في أفلام سنايكس إن بلاين وفي فيلم ريدلاين.

## روابط خارجية
- ناثان فيليبس على موقع IMDb (الإنجليزية)
- ناثان فيليبس على موقع قاعدة بيانات الفيلم (الإنجليزية)